# Chhonhup
Chhonhup – gaun wikas samiti w zachodniej części Nepalu w strefie Dhawalagiri w dystrykcie Mustang. Według nepalskiego spisu powszechnego z 2001 roku liczył on 197 gospodarstw domowych i 1070 mieszkańców (534 kobiet i 536 mężczyzn).